# I Am You
I Am You (estilizado como I am YOU) é o terceiro EP do grupo sul-coreano, Stray Kids. O EP foi lançado digitalmente e fisicamente no dia 22 de outubro de 2018 pela JYP Entertainment e distribuído pela Iriver Inc. Um showcase intitulado Stray Kids Unveil: Op. 03: I Am You foi realizado no dia anterior ao lançamento do EP no Olympic Hall. O álbum vendeu 76.547 cópias físicas no mês de outubro.

## Lista de músicas
Créditos adaptados do Melon
| I Am You — EP Digital |                                |                                             |         |  |
| N.º                   | Título                         | Arranjo                                     | Duração |  |
| 1.                    | "You."                         | Hong Ji-sang                                | 1:19    |  |
| 2.                    | "I Am You"                     | Lee Woo-min "collapsedone" Justin Reinstein | 3:25    |  |
| 3.                    | "My Side" (hangul: 편)         | FRANTS                                      | 3:37    |  |
| 4.                    | "Hero's Soup" (hangul: 해장국) | Lee Hae Sul                                 | 3:33    |  |
| 5.                    | "Get Cool"                     | Yong Jong Sung Song Ha Eun                  | 3:15    |  |
| 6.                    | "N/S" (hangul: 극과 극)        | SLO                                         | 3:45    |  |
| 7.                    | "0325"                         | Hong Ji-sang                                | 3:39    |  |

| I Am You — Faixa bônus do EP físico |              |                      |         |  |
| N.º                                 | Título       | Arranjo              | Duração |  |
| 8.                                  | "Mixtape #3" | Bang Chan Doplamingo | 4:20    |  |

## Charts
| Gráfico (2018)             | Posição |
| -------------------------- | ------- |
| Álbuns sul-coreanos (Gaon) | 2       |